# Cincuenta sombras de Grey (banda sonora)
Fifty Shades of Grey: Original Motion Picture Soundtrack es álbum de banda sonora de la película Cincuenta Sombras de Grey, una adaptación de la novela de E. L. James del mismo nombre. Fue lanzada a través de Republic Records el 10 de febrero de 2015.

## Sencillos
La banda sonora fue precedida por el lanzamiento de tres sencillos. "Earned It", realizada por The Weeknd, fue lanzado como sencillo del álbum el 23 de diciembre de 2014, y desde entonces ha alcanzado la posición número 12 en la lista estadounidense Billboard Hot 100. 
"Love Me Like You Do" interpretada por Ellie Goulding fue lanzado como el segundo sencillo el 7 de enero de 2015, y se convirtió en la canción más exitosa de la banda sonora, en los aspectos de comercialización y popularidad, alcanzando el puesto número uno en el Reino Unido, Escocia, Irlanda, Suecia, Alemania, Suiza, Noruega y la posición número 6 en la lista Billboard Hot 100. "Salted Wound" interpretada por la cantante y compositora australiana Sia fue lanzado como el primer sencillo promocional el 27 de enero de 2015, alcanzó el número 70 en la lista SNEP Singles Chart de Francia. Otras dos sencillos promocionales, "One Last Night" por Vaults y "I Know You" de Skylar Grey, fue lanzado el 3 de febrero de 2015, y llegó al puesto número 11 en Bubbling Under Hot 100. "I'm on Fire" por AWOLNATION fue lanzado como el cuarto sencillo promocional el 8 de febrero de 2015.

## Rendimiento comercial
El álbum debutó en la posición número 2 en el Billboard 200 vendiendo más de 258.000 unidades (210.000 copias de álbumes tradicionales) en su primera semana detrás de Drake con If You're Reading This It's Too Late. Fue el multi-acto recopilatorio más grande de una banda sonora desde 2005 de Get Rich Or Die Tryin'.
El álbum debutó en el número 2 en la lista Canadian Albums Chart, vendiendo más de 18.000 copias. De acuerdo a la Federación Internacional de la Industria Fonográfica (IFPI), éste fue el séptimo álbum más vendido del 2015 con un total de 2.2 millones de copias vendidas a nivel mundial.

## Pistas
| N.º | Título                            | Escritor(es)                                                               | Intérprete         | Duración |  |
| 1.  | «I Put a Spell on You»            | Jay Hawkins                                                                | Annie Lennox       | 3:30     |  |
| 2.  | «Undiscovered»                    | Emile Haynie • Devonte Hynes • Laura Welsh • Amanda Ghost                  | Laura Welsh        | 2:53     |  |
| 3.  | «Earned It»                       | Abel Tesfaye • Stephan Moccio • Jason “DaHeala” Quenneville • Ahmad Balshe | The Weeknd         | 4:10     |  |
| 4.  | «Meet Me in the Middle»           | David Okumu • Jessica Ware                                                 | Jessie Ware        | 5:08     |  |
| 5.  | «Love Me Like You Do»             | Max Martin • Savan Kotecha • Ilya Salmanzadeh • Ali Payami • Tove Nilsson  | Ellie Goulding     | 4:10     |  |
| 6.  | «Haunted» (Michael Diamond Remix) | Boots • Beyoncé Knowles-Carter                                             | Beyoncé            | 5:08     |  |
| 7.  | «Salted Wound»                    | Brian West • Gerald • Eaton • Sia Furler • Oliver Kraus                    | Sia Furler         | 4:30     |  |
| 8.  | «Beast of Burden»                 | Mick Jagger • Keith Richards                                               | The Rolling Stones | 3:29     |  |
| 9.  | «I'm on Fire»                     | Bruce Springsteen                                                          | AWOLNATION         | 2:34     |  |
| 10. | «Crazy in Love» (2014 Remix)      | Knowles-Carter • Rich Harrison • Shawn Carter • Eugene Record              | Beyoncé            | 3:46     |  |
| 11. | «Witchcraft»                      | Cy Coleman • Carolyn • Leigh                                               | Frank Sinatra      | 2:51     |  |
| 12. | «One Last Night»                  | Barnabas • Freeman Benjamin • Vella Blythe • Pepino                        | Vaults             | 3:19     |  |
| 13. | «Where You Belong»                | Tesfaye • Mike Dean • Balshe                                               | The Weeknd         | 4:57     |  |
| 14. | «I Know You»                      | Moccio • Holly Hafermann                                                   | Skylar Grey        | 4:58     |  |
| 15. | «Ana and Christian»               | Danny Elfman                                                               | Danny Elfman       | 3:24     |  |
| 16. | «Did That Hurt?»                  | Danny Elfman                                                               | Danny Elfman       | 2:54     |  |

## Posicionamiento en listas
| Alemania          | German Albums Chart      | 5  |
| Argentina         | Ranking Mensual CAPIF    | 4  |
| Australia         | Australian Albums Chart  | 1  |
| Austria           | Austrian Albums Chart    | 1  |
| Bélgica (Flandes) | Ultratop 50              | 1  |
| Bélgica (Valonia) | Ultratop 40              | 5  |
| Canadá            | Canadian Albums Chart    | 1  |
| Dinamarca         | Danish Albums Chart      | 2  |
| Finlandia         | Finnish Albums Chart     | 13 |
| Francia           | SNEP Albums Chart        | 3  |
| Irlanda           | Irish Albums Chart       | 1  |
| Nueva Zelanda     | New Zealand Albums Chart | 2  |
| Hungría           | Hungarian Singles Chart  | 4  |
| Italia            | Italian Albums Chart     | 2  |
| Países Bajos      | Dutch Albums Top 100     | 10 |
| Suiza             | Swiss Albums Chart       | 2  |
| Estados Unidos    | Billboard 200            | 1  |
| Estados Unidos    | Soundtrack Albums        | 1  |

### Certificaciones
| Territorio     | Organismo certificador | Certificación | Ventas certificadas | Simbolización | Ref.   |
| -------------- | ---------------------- | ------------- | ------------------- | ------------- | ------ |
| Alemania       | BVMI                   | Platino       | 200 000             | ▲             | [ 28 ] |
| Australia      | ARIA                   | Oro           | 35 000              | ●             | [ 29 ] |
| Austria        | IFPI — Austria         | 2× Platino    | 30 000              | 2▲            | [ 30 ] |
| Bélgica        | BEA                    | Oro           | 15 000              | ●             | [ 31 ] |
| Brasil         | ABPD                   | 2× Platino    | 80 000              | 2▲            | [ 32 ] |
| Canadá         | Music Canada           | Oro           | 40 000              | ●             | [ 33 ] |
| Dinamarca      | IFPI — Dinamarca       | Oro           | 10 000              | ●             | [ 34 ] |
| Estados Unidos | RIAA                   | Platino       | 763 000             | ▲             | [ 35 ] |
| México         | AMPROFON               | Oro           | 30 000              | ●             | [ 36 ] |
| Polonia        | ZPAV                   | 3× Platino    | 60 000              | 3▲            | [ 37 ] |
| Reino Unido    | BPI                    | Oro           | 100 000             | ●             | [ 38 ] |
| Suecia         | IFPI — Suecia          | Platino       | 40 000              | ▲             | [ 39 ] |
| Suiza          | IFPI — Suiza           | Oro           | 10 000              | ●             | [ 40 ] |